# Joris Delbove
Joris Delbove (* 15. Juli 2000 in Troyes) ist ein französischer Radrennfahrer, der im Straßenradsport aktiv ist.

## Sportlicher Werdegang
Die ersten drei Jahre in der U23 fuhr Delbove auf Vereinsebene für den SCO Dijon. In den ersten beiden Jahren ohne nennenswerte Ergebnisse, machte er 2021 durch den zehnten Gesamtrang bei der Tour de l’Avenir auf sich aufmerksam. Im Anschluss erhielt er die Möglichkeit, als Stagiaire für das französische UCI Continental Team St. Michel-Auber 93 zu fahren, zur Folgesaison wurde er fest in das Team übernommen. Seinen ersten internationalen Sieg erzielte er mit dem Gewinn der Gesamtwertung der Tour Alsace 2024. Mit dem dritten Gesamtrang bei der Tour du Loir-et-Cher 2024 stand er ein weiteres Mal auf dem Podium einer Rundfahrt.
Zur Saison 2025 erhielt Debove einen Vertrag bei UCI ProTeam TotalEnergies. Für sein neues Team war er erstmals bereits im Februar 2025 mit einem Etappengewinn bei der Tour du Rwanda erfolgreich.

## Erfolge
2023
- Nachwuchswertung Tour de l’Ain

2024
- Gesamtwertung Tour Alsace

2025
- eine Etappe Tour du Rwanda